# Svežderi
Svežderima se nazivaju životinje čiji se način prehrane zasniva na sposobnosti da mogu probavljati hranu kako biljnog tako i životinjskog porijekla. Riječ omnivore dolazi od latinske riječi omne što znači sve. 
Životinje prilagođene ovom načinu prehrane su u prednosti pred čistim biljožderima i mesožderima, jer im je na raspolaganju šira ponuda hrane pa se mogu lakše prilagoditi različitim životnim okolišima ali i uvjetima koji prevladavaju u raznim godišnjim dobima. Odabir hoće li hrana biti pretežno biljnog ili životinjskog porijekla, zavisi pri tome o datostima u određenom razdoblju, ali i o sklonostima pojedinih vrsta. Svinja je jedna od odličnih primjera sveždera, jer se može hraniti svime, no i govedo pokatkad može biti primjer sveždera. Čak i neke vrste ptica, na primjer vrane, mogu biti svežderi.  
Kad je riječ o životinjama, svežderi su, po mišljenju velikog broja znanstvenika, zapravo biljožderi koji povremeno utaže glad mesom.

## Popis sveždera
- Sisavci
  - Ljudi
  - Medvjedi
  - Koatii
  - Neki psi
  - Dingosi
  - Ježevi
  - Oposumi
  - Svinje
  - Neki čovjekoliki majmuni (npr. čimpanze)
  - Rakuni
  - Glodavci, kao što su miševi, štakori i vjeverice
  - Tvorovi
  - Ljenivci
- Ptice (koje se hrane glodavcima, crvima, nektarom, zmijama itd.)
  - Kokoške
  - Vrane
  - Kee
- Neke ribe kao što je pirana
- Neki gušteri i kornjače